# Oosterpoort (Groningen)

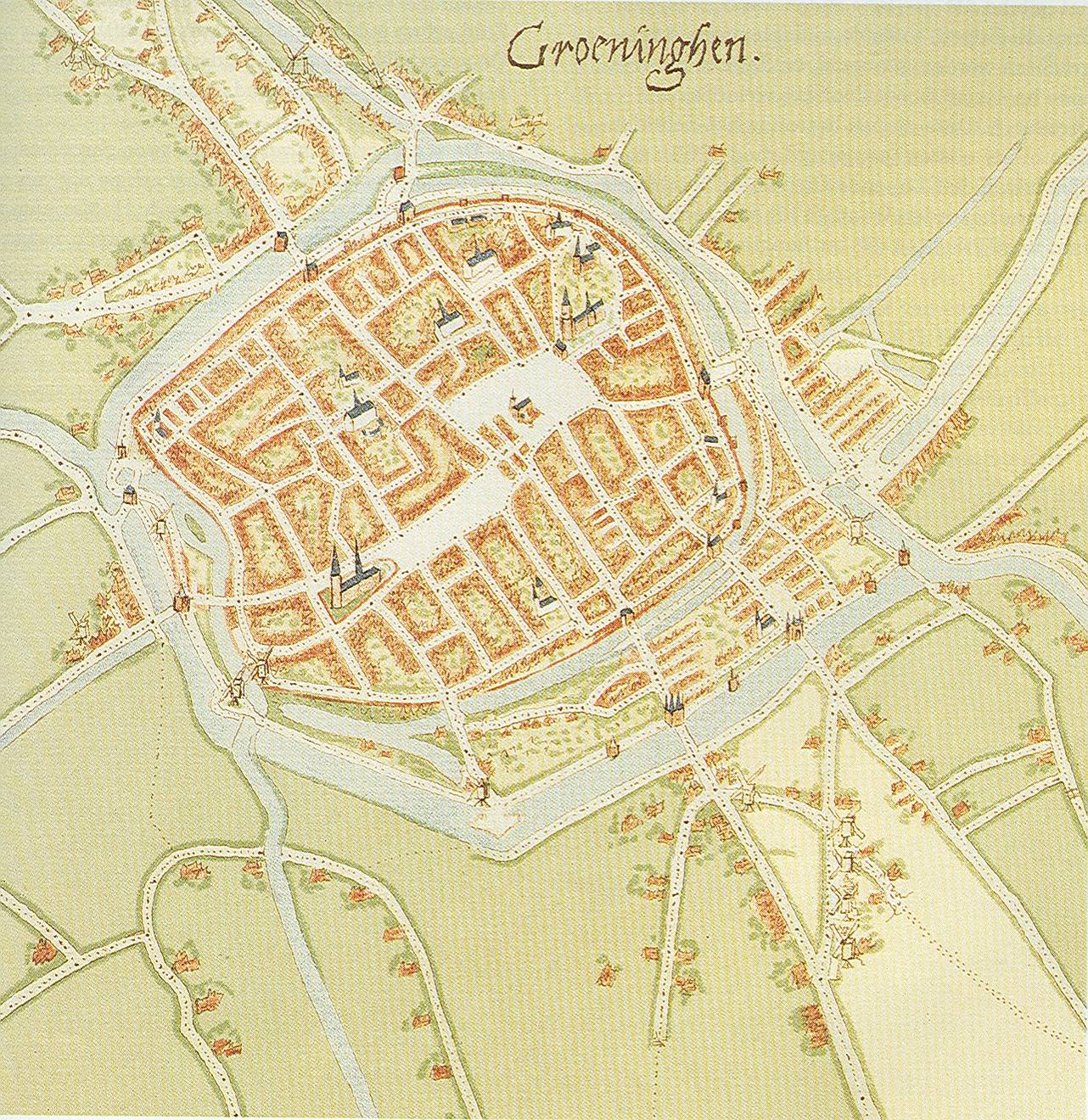
Kaart van Jacob van Deventer (ca. 1565) met beide poorten

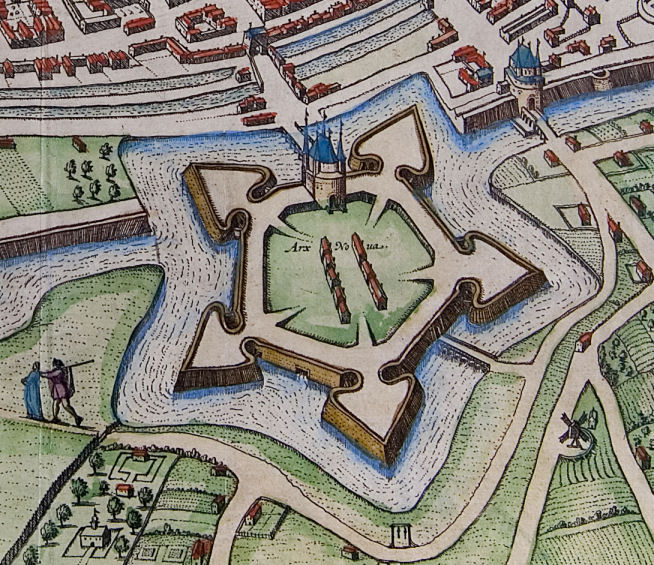
Rechtsboven de (nieuwe) Oosterpoort, in het midden de citadel Arx Nova, uit de Stedenatlas van Braun en Hogenberg (1575)

De Oosterpoort was oorspronkelijk een van de stadspoorten van de stad Groningen.
Net als bijvoorbeeld bij de Herepoort, Aapoort en Poelepoort, was er sprake van twee poorten die dezelfde naam droegen. De eerste poorten (ook wel: binnenpoort) waren onderdeel van de 13e-eeuwse stadsmuur. Nieuwe poorten werden in latere uitbreidingen van de stad geplaatst. De oude (binnen-)Oosterpoort stond aan de Oosterstraat ten zuiden van de Burchtstraat, binnen het Zuiderdiep. De nieuwe Oosterpoort werd waarschijnlijk in de tweede helft van de 16e eeuw gebouwd, beide poorten staan aangegeven op de kaart die Jacob van Deventer in 1565 van de stad maakte. De oude poort zal tussen 1600 en 1616 zijn gesloopt. Hij komt niet meer voor op de kaart van Nicolaes van Geelkercken.
De nieuwe Oosterpoort stond aan de rand van de Rademarkt, ter hoogte van de latere Sint-Jozefkerk, waar de huidige Radesingel en Heresingel samenkomen, tussen de Oosterdwinger en Drenkelaarsdwinger. In 1600 werd voor de nieuwe Oosterpoort een dwangburcht aangelegd, het Statenkasteel, dat echter al in 1607 werd gesloopt. In 1612 werd met de dichting van de wal ter plekke van het Statenkasteel ook de Oosterpoort aan het einde van de Oosterstraat opnieuw opgebouwd uit de resten van de voormalige Drenkelaarstoren.
Na de inwerkingtreding van de Vestingwet in 1874 werden de vestingwerken van de stad grotendeels ontmanteld, ook de Oosterpoort werd gesloopt. De Oosterpoortwijk was een van de eerste grote stadsuitbreidingen buiten de voormalige stadswallen. Aan de ene kant van de Oosterweg werden arbeiderswoningen gebouwd, richting de Hereweg ontstond de villabuurt Zuiderpark.

## Zie ook

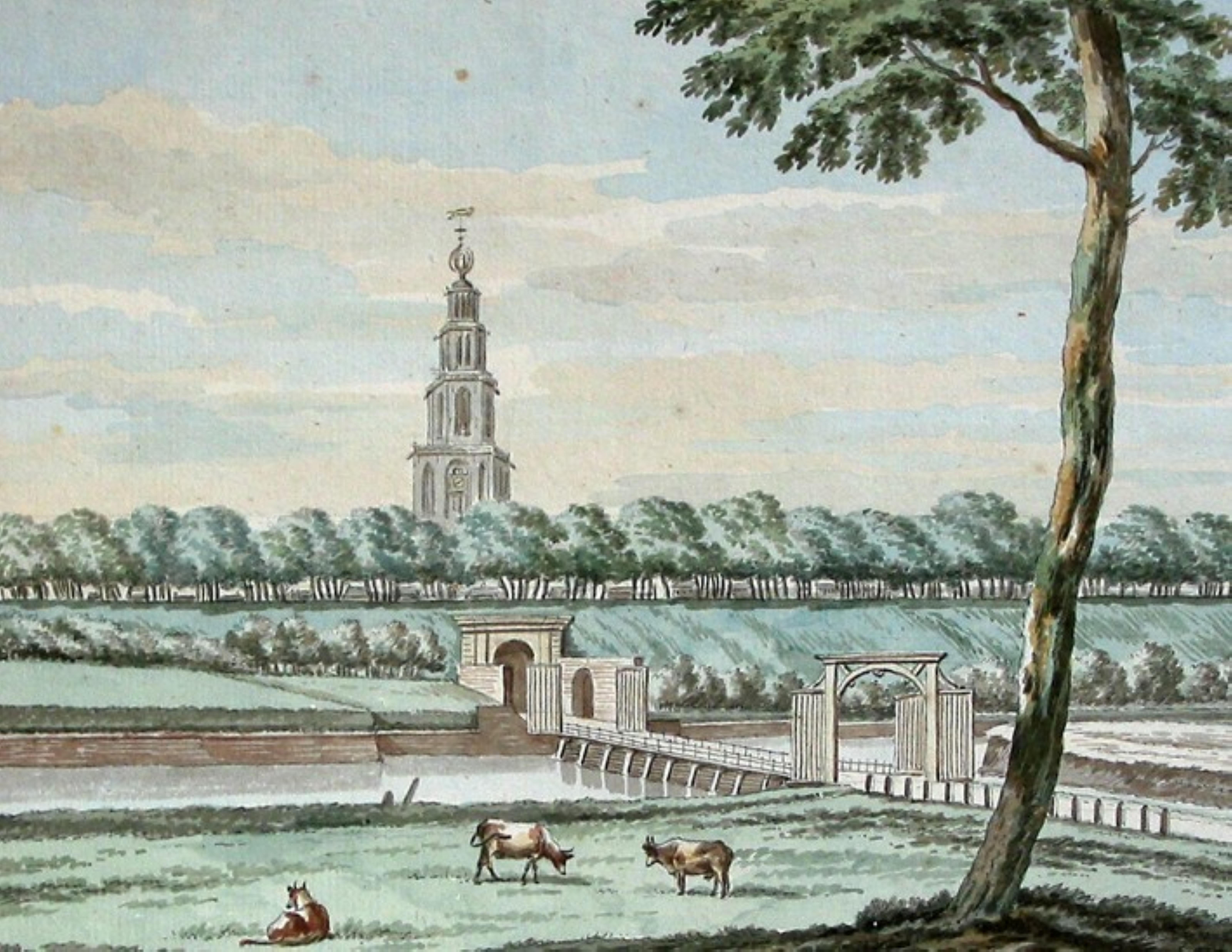
Buitenzijde Oosterpoort met de Oosterpoortbrug (Jan Bulthuis, 1786)
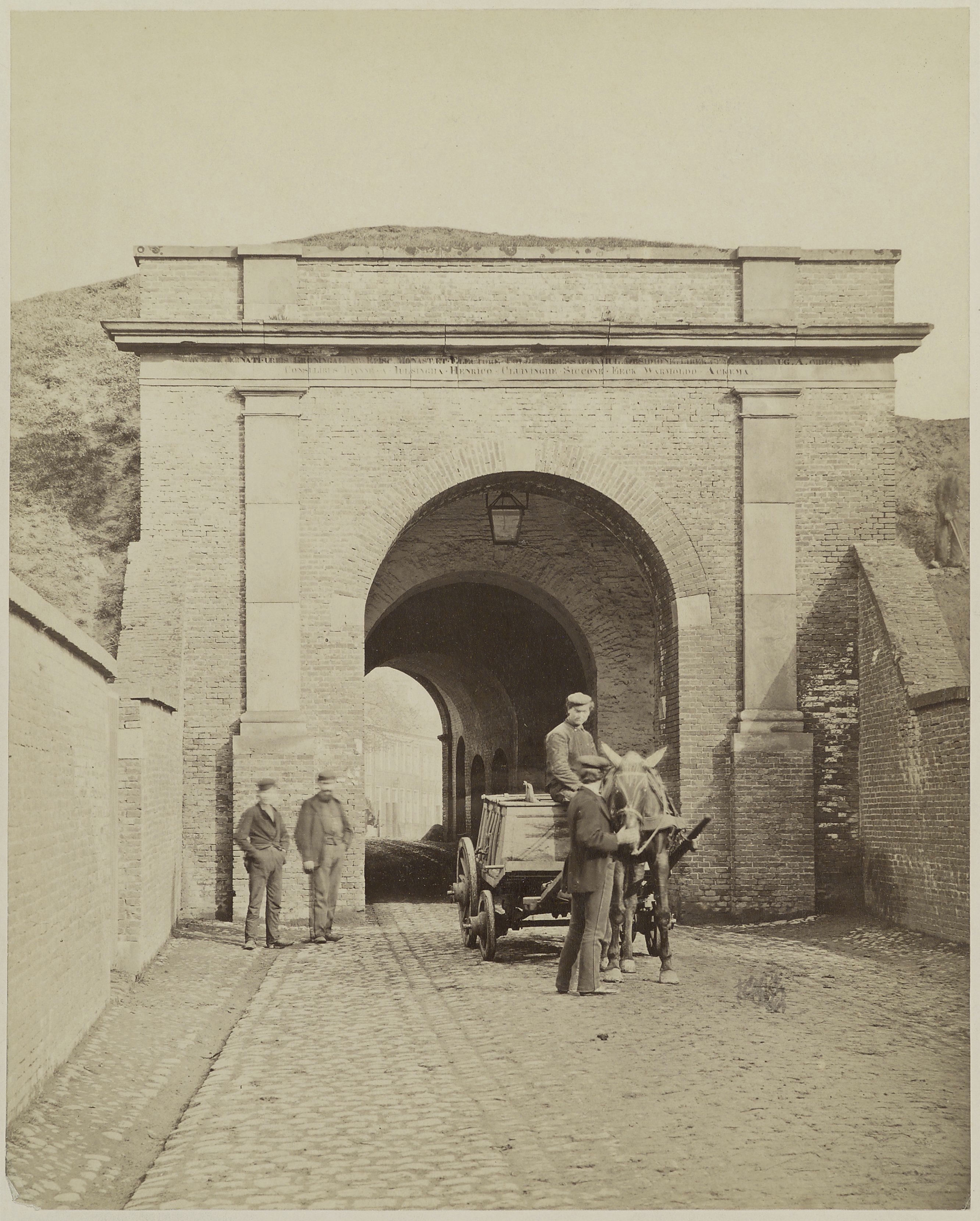
De Oosterpoort in 1875
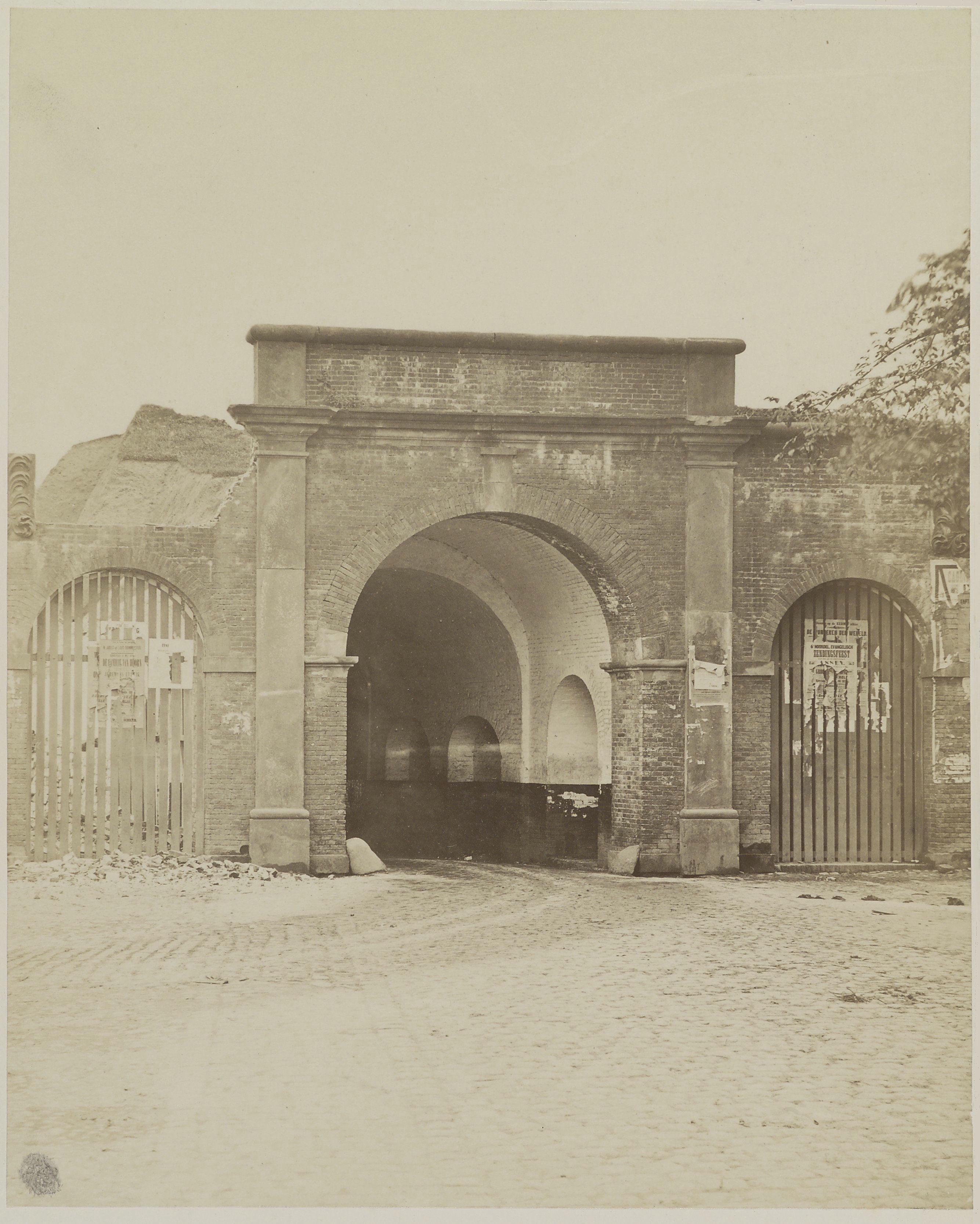
Binnenzijde van de poort